# تور جهانی یولیسیز سایمن گرانت
تور جهانی یولیسیز سایمن گرانت (انگلیسی: World tour of Ulysses S. Grant)، تور جهانی خود را در می ۱۸۷۷، تنها چند ماه پس از پایان دوره دوم ریاست جمهوری خود آغاز کرد. پس از خدمت به عنوان ژنرال در طول جنگ داخلی آمریکا، و به عنوان رئیس‌جمهور برای دو دوره متوالی در طول دوره آشفته دوره ایالات متحده آمریکا، گرانت برای تعطیلات از سالهای استرس جنگ و سیاست آماده بود. او را آورد. اکنون در اواخر پنجاه سالگی، گرانت با اشتیاق فراوان منتظر این تور بود. به همراه همسرش جولیا گرنت توری را آغاز کردند که مدت‌ها انتظارش را می‌رفتند، که تبدیل به توری در سراسر جهان شد که بیش از دو سال و نیم طول کشید. این تور مملو از بازدید از مکان‌ها و افراد برجسته از جمله ملکه ویکتوریا، لئون سیزدهم، اتو فون بیسمارک و دیگر شخصیت‌های برجسته در سراسر جهان بود. گرانت برنامه سفر انعطاف‌پذیری داشتند و طی بازدیدهایشان از کشورهای مختلف سه بار در طول تور به پاریس رفت. گرنت اغلب توسط جمعیت تشویق کننده به عنوان «ژنرال گرانت» قهرمان جنگ داخلی در کشورهای مختلف در طول تور، اغلب با سلام‌های رسمی و جشن‌های بزرگ پذیرایی می‌شد.